# Macracantha hasselti
Macracantha hasselti is een spinnensoort uit de familie van de wielwebspinnen (Araneidae).
De wetenschappelijke naam van de soort werd in 1837 als Gasteracantha hasselti gepubliceerd door Carl Ludwig Koch.